# Die Abenteuer des Brisco County jr.
Die Abenteuer des Brisco County jr. (Originaltitel: The Adventures of Brisco County, Jr.) war eine kurzlebige US-amerikanische Fernsehserie aus den Jahren 1993–1994, die im Wilden Westen spielt und mit Science-Fiction-Elementen kombiniert wurde. Die Serie ist eine der wenigen Westernserien, die in den 1990er Jahren für das Fernsehen hergestellt wurden.

## Inhalt
Die USA im ausgehenden 19. Jahrhundert: Brisco County Jr., Sohn eines berühmten Marshals, ist ein Harvard-Absolvent und ehemaliger Anwalt, der sich der Kopfgeldjagd zugewandt hat. Nach der Ermordung seines Vaters durch die 13-köpfige Gang des Gangster John Bly macht sich Brisco auf die Verfolgungsjagd. Unter der Anleitung des distinguierten Anwalts Socrates Poole streift er (mal zusammen, mal in beruflicher Rivalität) mit dem Kopfgeldjäger Lord Bowler durch das Land und jagt die Mörder seines Vaters einen nach dem anderen. Weitere dabei unregelmäßig wiederkehrende Figuren sind die manchmal etwas undurchsichtige Saloon-Sängerin Dixie Cousins sowie der etwas wunderliche wie genialen Erfinder Professor Albert Wickwire.
Parallel stoßen die handelnden Figuren regelmäßig auf geheimnisvolle goldene Kugeln, welche mit verschiedenen übernatürlichen Eigenschaften ausgestattet sind. Diese können beispielsweise Personen mit übermenschlichen Fähigkeiten ausstatten oder den Geist von Marshall County Sr. kurzzeitig erscheinen lassen. Letztlich stellt sich heraus, dass es sich um Apparate aus der Zukunft handelt, welche der Gangster Bly, welcher ebenfalls aus dieser Zeit stammt, für sich zu Nutze machen will.
Ein weiteres Stilelement der Serie sind Gerätschaften und Erzeugnisse der Gegenwart, welche zur Serienhandlung wie Anachronismen wirken, dort aber vorhanden sind und die Handlung voranbringen wie Zeppeline, Motorräder oder Raketen. Entweder werden sie meist von Professor Wickwire erfunden oder rein zufällig durch eine der Hauptfiguren, welche sie dann später augenscheinlich zum Patent anmelden.

## Produktion
Nachdem Jeffrey Boam und Carlton Cuse zusammen am Drehbuch des erfolgreichen Kinofilms Indiana Jones und der letzte Kreuzzug mitgewirkt hatten, wurde sie von Verantwortlichen des Fernsehsenders FOX dafür engagiert, eine vom Stil her ähnlich gelagerte Serie zu kreieren. Bei der Themenauswahl kam man dann darauf, die Genres Western und Science-Fiction miteinander zu kombinieren. Das Ergebnis war Die Abenteuer des Brisco County Jr.
Die Reihe lief in den USA auf einem Sendeplatz am Freitagabend, auf welchem es Sendungen generell schwer hatten. Die Quoten entwickelten sich nicht wie erhofft und letztlich als Flop abgestempelt wurde die Serie nach nur einer Staffel und 27 Folgen wieder eingestellt.

## Episoden
1. Die Kugel der Macht
2. Der Schüler der Macht
3. Im Reich der Amazonen
4. Im Herzen der Revolution
5. Wenn Frauen zu sehr lieben
6. Die Glücksritter
7. Die Wildwest-Piraten
8. Der Geist der Väter
9. Rache aus dem Reich der Toten
10. Zwölf Uhr fünfzehn mittags
11. Starke Mädchen – schwache Jungs
12. Die Kopfgeldjägerin
13. Heiße Öfen
14. Drei Bräute und ein Stier
15. Die Zukunft ruft
16. Die Kopfgeldjäger-Tagung
17. Der Jungbrunnen
18. Hard Rock
19. Zwei kleine Millionäre
20. Die Frau aus der Zukunft
21. Ned Zed, der Eiserne
22. Höllenfahrt nach Mexiko
23. Bube, Dame, König, As
24. Von Windeln verweht
25. Das Phantom von Midnightville
26. Die glorreichen Sechs, Teil 1
27. Die glorreichen Sechs, Teil 2

## Synchronisation
Die deutsche Synchronisation entstand nach Dialogbuch und unter Dialogregie von Ulli Kinalzik durch die Synchronfirma Arena Synchron in Berlin.
| Schauspieler        | Rollenname                      | Synchronsprecher                   |
| ------------------- | ------------------------------- | ---------------------------------- |
| Bruce Campbell      | Brisco County Jr.               | Martin Keßler                      |
| Christian Clemenson | Socrates Poole                  | Wolfgang Ziffer                    |
| Julius Carry        | James „Lord Bowler“ Lonefeather | Michael Telloke                    |
| Kelly Rutherford    | Dixie Cousins                   | Sabine Sebastian Rita Engelmann    |
| Billy Drago         | John Bly                        | Michael Christian                  |
| John Pyper-Ferguson | Pete Hutter                     | Udo Schenk                         |
| John Astin          | Prof. Albert Wickwire           | Friedrich Georg Beckhaus           |
| R. Lee Ermey        | Helen Elgin                     | Werner Ehrlicher Michael Chevalier |

## Sonstiges
- Obwohl die Serie nur relativ kurz lief, wurde die Titelmusik von Randy Edelman ein Klassiker und wiederverwendet bei der Sportberichterstattung des Senders NBC, insbesondere bei den Übertragungen der World Series und der Olympischen Spiele.
- Briscos Pferd wurde Comet the Wonder Horse genannt. Es wurde von insgesamt fünf Tieren dargestellt.
- In Deutschland wurde die Serie zuerst vom Sender ProSieben ausgestrahlt, allerdings nicht am Stück: zunächst sendete man die ersten 15 Episoden, in der Zweitausstrahlung dann 15 plus eine weitere neue Folge. Die noch ausgebliebenen elf Folgen sendete man dann innerhalb der Drittausstrahlung im Nachtprogramm.
- Die ursprünglichen Planungen zur Serie hatten vorgesehen, dass der von Dan Gerrity im Pilotfilm verkörperte Reporter Jonah Collier Countys fester Nebencharakter sein sollte, welcher durch die Veröffentlichung neuer Nachrichten parallel erklärende Plot-Schilderungen beisteuern sollte. Die Idee wurde letztlich nicht verwirklicht und Anwalt Socrates Poole als Sidekick eingeführt. In gleicher Weise verfuhr man mit Anne Tremko, welche im Pilotfilm Professor Wickwires Tochter Amanda  verkörperte und die eigentlich zu Brisco Countys Love Interest werden sollte. Da Bruce Campbell und Kelly Rutherford allerdings gut miteinander harmonierten änderte man dies ebenfalls und baut deren Rolle als Dixie Cousins weiter aus.
- Die Serie endete zwar mit einer Doppelfolge, aber (zumindest aus Sicht der Produzenten) ohne wirkliches Finale. Planungen für eine mögliche zweite Staffel sollen vorgesehen haben, dass Brisco County Jr. Sheriff in einer Kleinstadt wird und dort zu bestehen hat.

## Auszeichnungen
- 1994 – Young Artist Award für Adam Wylie
- 1994 – Nominierung für den Saturn Award der Academy of Science Fiction, Fantasy & Horror Films als Best Genre Television Series

## DVD-Veröffentlichung
- In den USA erschien am 18. Juli 2006 ein DVD-Set mit allen 27 Folgen.